# Бауэре, Ингуна
Ингуна Бауэре (латыш. Inguna Bauere; 23 июля 1960, Цесис, Цесисский район, Латвийская ССР — 20 января 2024, Латвия) — латышская писательница.

## Биография
Ингуна Бауэре родилась 23 июля 1960 в Цесисе, но в раннем возрасте с семьёй переехала в Лиепаю, где она училась с 1967 по 1978 год в 6-й Лиепайской средней школе имени Райниса. В 1984 году окончила строительный факультет Латвийской сельскохозяйственной академии по специальности «инженер-строитель», а в 1997 году получила степень магистра педагогики на факультете педагогики Латвийского гуманитарного института. С 1984 по 1988 год работала инженером-строителем в колхозе «Алаукстс» Цесисского района.
С 1989 по август 2000 года работала в Вецпиебалгской сельской районной гимназии учителем изобразительного искусства, истории культуры и технической графики. С августа 2000 по февраль 2011 года — в Эрглийской профессиональной средней школе учителем строительных предметов. С начала 2011 года занималась исключительно писательской деятельностью.
Скончалась 20 января 2024 в Латвии.

## Литературная деятельность
Ингуна Бауэре автор более 20 культурно-исторических, биографических и семейных романов. Несколько пьес, написанных для любительских театров, получили признание на конкурсах, объявленных Гильдией драматургов Латвии. В произведениях Бауэре рассказывается о жизни исторических личностей, при этом дается широкая историческая справка и точно передаются сцены эпохи с использованием языка, характерного для того времени. Среди наиболее известных произведений Бауэре романы, посвященные латышским писателям и их супругам «Лизете. Обреченная поэту» (Lizete. Dzejniekam lemtā), «Школьная Лизе» (Skolas Līze), «Эде, жена Пумпура» (Ede, Pumpura sieva), «Прости, Каролине!» (Piedod, Karolīne!). Ингуна Бауэре также автор нескольких пьес и сценариев для крупномасштабных постановок.
С 1998 года публиковалась в различных изданиях латвийской прессы, как связанных с ее основной профессией («Latvijas Avīze», «Praktiskais Latvietis», «Baltijas Koks» и др.), так и других («Ieva», «Ievas Stāsti», «Patiesā Dzīve», «Mājas Viesis»). В 2014 году пьеса И. Бауэре «Senču zelts, sudrabiņš» была поставлена в театре «Zirgu pasts» Академии культуры (режиссер Я. Йонелис).
Летом 2012 года в рамках фестиваля Вецпиебалгского края совместно с композитором Янисом Лусенсом была поставлена музыкальная пьеса «Ja tak mīļa invitšana», а летом 2013 года — продолжение «Tad būs laba lustēšana».
В 2013 году в Мемориальном музее К. Скалбе «Саулриети» в Вецпиебалге был поставлен музыкальный спектакль под открытым небом для детей «Чудесные слова белого кота» (композитор Я. Лусенс), который входит в репертуар музыкального объединения ARS NOVA.
Бауэре получила несколько наград в области литературы, в том числе литературную премию Эдуарда Вейденбаума (2013) и литературную премию Эгона Лива «Люди берега» (2013, обе за роман «Прости, Каролине!»). Роман «Позови меня в снег» ( «Sauc mani sniegā»), представленный на конкурс газетой «Latvijas Avīze», стал первым в серии романов И. Бауэре. Роман занял первое место в конкурсе из 55 произведений и был опубликован в 2004 году. Бауэре также была номинирована на ежегодную премию LTV и Латвийского радио «Килограмм культуры» (2018) за роман «Остаюсь верен тебе. Юрис Нейкенс» (Palieku tev uzticams. Juris Neikens).
С 2016 года Ингуна Бауэре была членом Союза писателей Латвии.